# Engin Mitre
Engin Alberto Mitre (Panama, 16 ottobre 1981) è un ex calciatore panamense, di ruolo centrocampista.

## Carriera

### Club
Ha sempre giocato nel campionato panamense.

### Nazionale
Con la maglia della Nazionale ha collezionato 32 presenze tra il 2004 e il 2007.